# Фаустино, Дэвид
Дэвид Энтони Фаустино (англ. David Anthony Faustino; род. 3 марта 1974 года, Лос-Анджелес, США) — американский актёр и музыкант, известный ролью Бада Банди в телесериале «Женаты… с детьми» (1987—1997).

## Биография
Дэвид Фаустино родился в Лос-Анджелесе в семье дизайнера костюмов для голливудских киностудий Роджера Фаустино и его жены Кей, вырос в районе Нортридж. В шоу-бизнес Дэвид попал в трёхмесячном возрасте, представ в образе дочери комедийной актрисы Лили Томлин в её телешоу. В дальнейшем он снимался в рекламе и исполнял эпизодические детские роли в разных телесериалах и кинофильмах, среди которых «Маленький домик в прериях», «Семейные узы», «Сумеречная зона», «Звёздная палата». Первую регулярную роль на телевидении Дэвид получил в телесериале 1985 года «У меня было три жены», снявшись в пяти сериях. Успех пришёл к Фаустино в 1987 году, когда он получил одну из главных ролей в ситкоме «Женаты… с детьми», который выходил на протяжении одиннадцати сезонов. Более десяти лет Дэвид играл Бада Банди, который эволюционировал от умника-школьника до непутёвого девственника.
К двадцати годам Фаустино имел в своём послужном списке более 150 появлений в фильмах, телесериалах и рекламных роликах. Актёрское образование он получил только в середине 1990-х, когда в перерыве между съёмками занимался в актёрской школе в Нью-Йорке. После завершения показа «Женатых… с детьми» Фаустино вернулся к небольшим ролям в фильмах и сериалах. В 2000-х годах он много работал в качестве актёра озвучивания мультфильмов. Наиболее заметные его роли — Гелия в американской озвучке «Клуб Винкс: Школа волшебниц» и Мако в «Легенда о Корре».
В начале 1990-х годов Фаустино занялся музыкой, читал рэп в составе группы The Outlawed Posse и в 1992 году выпустил под псевдонимом D L’il музыкальный альбом The Balistyx Album. В то время Дэвид был видным участником сообщества молодых голливудских звёзд, в 1991 году он основал в Западном Голливуде ночной клуб Balistyx, проводящий вечеринки в стиле хип-хопа и фанка.

## Личная жизнь
24 января 2004 года Фаустино женился на актрисе Андреа Элмер. В мае 2006 года они разошлись, а официально развод оформили в декабре 2007 года.
14 ноября 2015 года у Фаустино и его невесты Линдси Бронсон родилась дочь Эйва Мари Фаустино.

## Избранная фильмография
- 1987—1997 — Женаты… с детьми / Married with Children — Бад Банди (в 259 эпизодах)
- 2016 — Акулий торнадо 4: Пробуждение / Sharknado: The 4th Awakens — Бад, игрок в азартные игры в Лас-Вегасе